# Ällesjön
Ällesjön är en sjö i Svenljunga kommun i Västergötland och ingår i Viskans huvudavrinningsområde. Sjöns area är 0,028 kvadratkilometer och den befinner sig 156 meter över havet.